# 飞行甲板

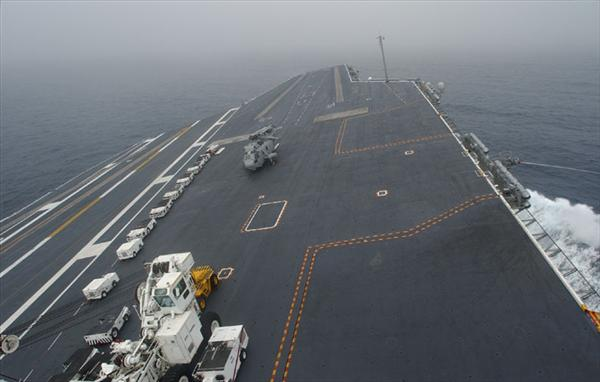
史坦尼斯號航空母艦的飞行甲板，当时其正在做交货试航的一个高速转向

航空母舰上的飞行甲板（Flight deck）是飞机在航母起飞和降落的地方，也就是一个小型的海上流動飞机场。在一些不以航空为主要任务的海军舰艇上，直升機航空母艦上的直升機和一些垂直起降的飞机起降地也称为飞行甲板。

## 發展

### 早期的飛行甲板

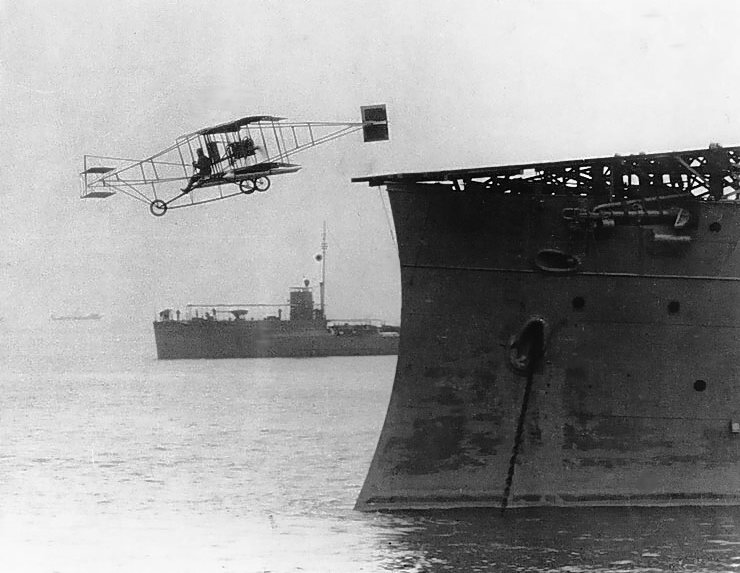
1910年尤金·布爾頓·埃利首次架機從軍艦上起飛

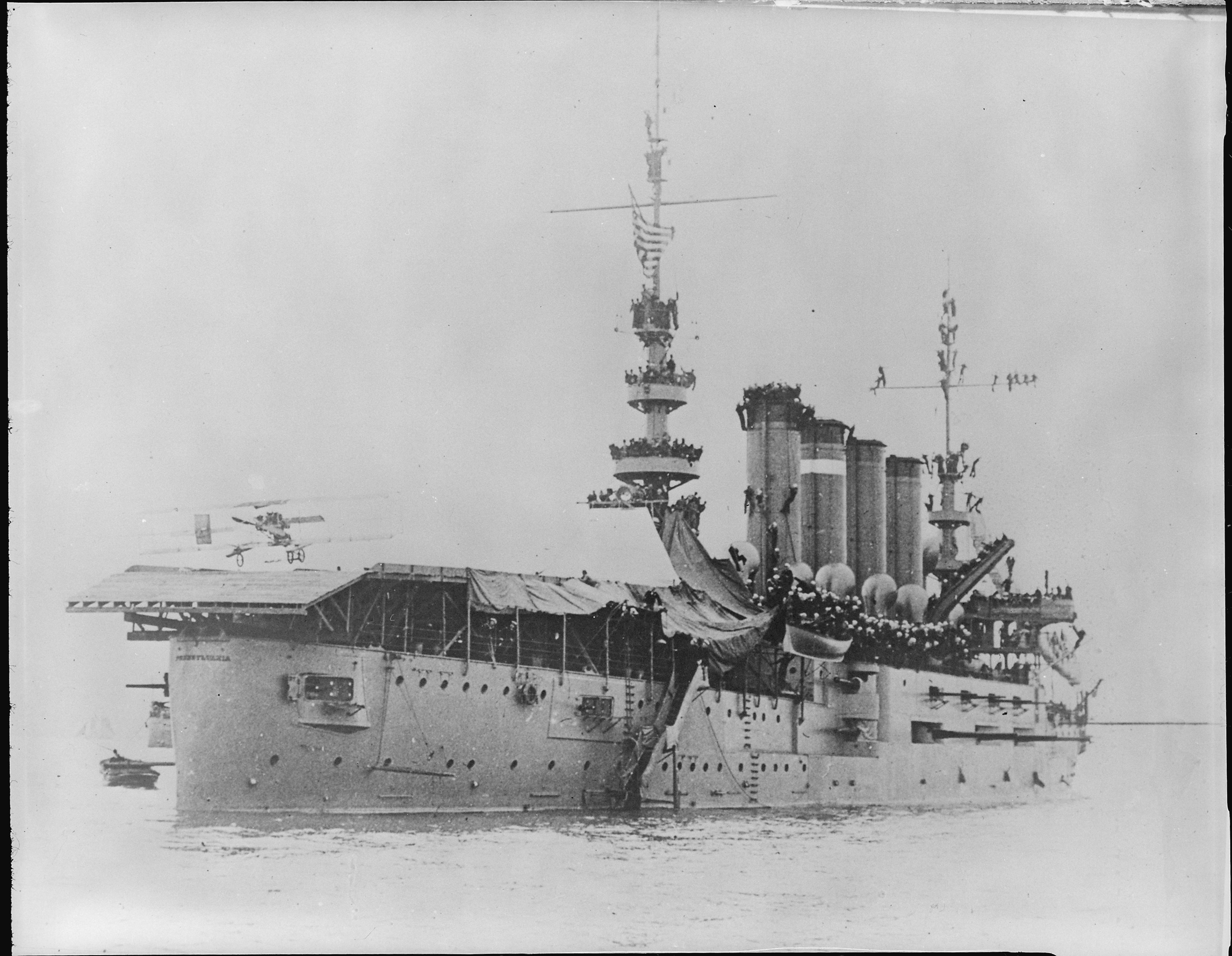
1911年埃利首次將飛機降落在軍艦上

第一座飛行甲板是一條建在軍艦前甲板上的木製傾斜坡道。美國海軍的尤金‧布爾頓·埃利是史上第一個從軍艦上起飛的飛行員，他於1910年11月14日從伯明罕號偵查巡洋艦上起飛。1911年1月18日，埃利首次使用著艦鉤系統，將柯蒂斯D型飛機降落在停泊於舊金山灣的賓夕法尼亞號裝甲巡洋艦的平台上，該系統是由飛行員兼海軍工程師休·羅賓遜設計製造。 伊利告訴記者：“這很容易。我認為這個技巧在十次中可以成功九次。”在1912年5月4日，查爾斯·拉姆尼·薩姆森海軍中校成功的從移動中的軍艦起飛。他駕駛蕭特兄弟S.27型飛機從希伯尼亞號戰艦起飛，當時的速度為10.5節。早期飛機的起飛速度並不高，因此當母艦逆風航行時，飛機就可輕易的經由短距離加速而起飛。1917年，可拆除式的「起飛平台」首次裝在反擊號戰鬥巡洋艦上，之後其他战列舰和巡洋舰也採用，使得飛機可以從軍艦上起飛進行偵察任務，然而這些飞机並不能降落在母艦上。
埃德溫·哈里斯·鄧寧在1917年8月2日成功的駕駛索普威斯航空公司的幼犬式戰鬥機降落在暴怒號戰鬥巡洋艦的起飛平台上。他成為了第一位在移動的軍艦上降落的飛行員。然而五天後在他第二次嘗試降落時，機輪的爆胎使得飞机衝出飛行甲板，導致他墜海淹死。使他同時成為第一位死於航空母舰降落意外事故的飛行員。在暴怒號上降落並不容易，飞机要避開艦上的上層建築。因此，暴怒號回到船塢，在船尾安裝了一條300英尺（91）的甲板。然而該艦中央的上層建築並未改造，由此產生的亂流嚴重干擾後甲板上飞机的起降。

### 全通甲板

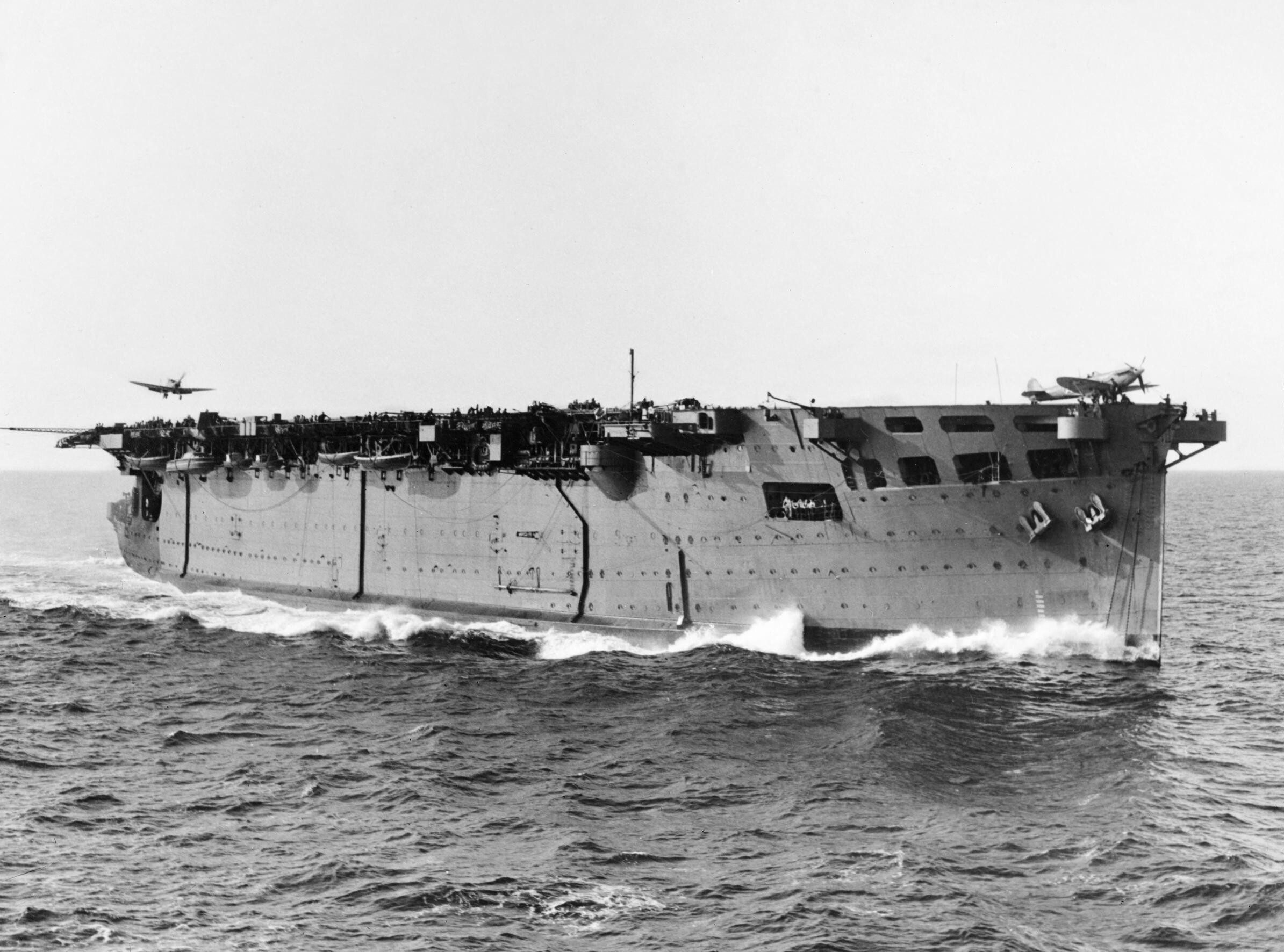
百眼巨人號航空母艦

第一艘擁有現代構造的航空母艦是英國皇家海軍從遠洋郵輪改造的百眼巨人號航空母艦。為了解決暴怒號上亂流干擾的問題，她採用了覆蓋整個船體、可供飛機起降的木製全通甲板（Through Deck），沒有造成亂流的上層建築，也沒有煙囪。她的廢氣會經由船的尾部排出，然而這使得飛機降落時會受到不必要的升力影響。沒有司令塔和煙囪是個缺點，因此在百眼巨人號航空母艦實驗不同方案以求彌補。一張1917年的照片中顯示她位在右舷的「假」上部構造和煙囪（它們以帆布建造）。把上層建築和煙囪放在右舷是由於早期飛機使用的轉子引擎會使飛機受到向左的力。也就是說，飛機起飛時會向船的左舷偏航，起飛會遠離艦體的上層建築。此種結構成為典型的航空母艦設計，並且被用於下兩艘英國航空母艦：競技神號和鷹號。
第一次世界大戰後，因為華盛頓海軍條約禁止新造戰鬥巡洋艦，因此英國建造中的狂怒號戰鬥巡洋艦、光榮級大型輕巡洋艦與美國建造中的列辛頓級戰鬥巡洋艦、薩拉托加號戰鬥巡洋艦被改造成為航空母艦。這也誤打誤撞的製造出非常優秀的航空母艦，因為她們擁有廣大空間以及移動快速的優點。相較之下，另一艘被改成航空母艦的戰列艦老鷹號則因為擁有重型裝甲而顯得笨重且無用。早期因為各國海軍都沒有運用航空母艦的經驗，因此常在航空母艦上加裝巡洋艦等級的艦炮用來對抗接近航空母艦的敵艦。然而在二次大戰中，隨著航空母艦戰鬥群（當時稱為特混艦隊）概念的成熟，這些艦炮都被拆除，換成高射炮，航空母艦將攻擊的能力集中於艦載機上，而將防衛的任務交給其他保護航空母艦的船隻。

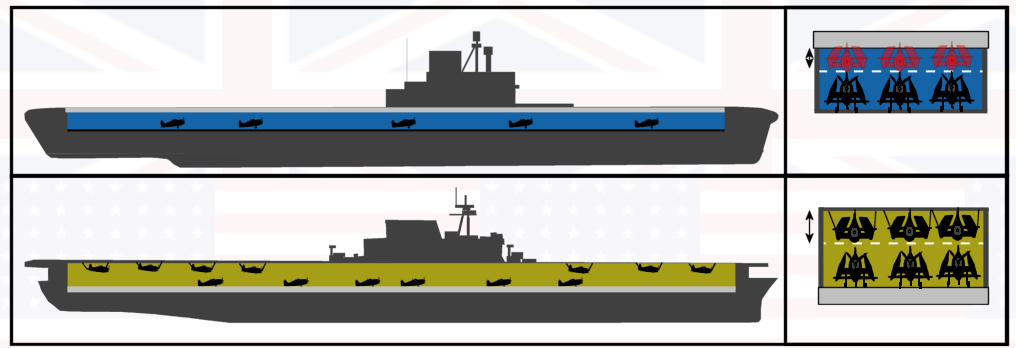
裝甲甲板與一般甲板的不同以及對機庫體積的影響

在航空母艦將其重心轉往艦載機上時，飛行甲板也成為航空母艦上最重要的部份，但當時的主流設計為將機庫甲板做為強力甲板，屬於艦體結構的一部分，而機庫與飛行甲板則屬於上層建築，這種設計一直沿用到1940年代末期，如美國海軍建造的艾塞克斯級航空母艦就是如此。英國皇家海軍於1936年建造的卓越級航空母艦則採取了不同的設計，其特色是將飛行甲板作為強力甲板，屬於艦體結構的一部分，飛行甲板並採用了重裝甲，以保護艦體和內藏的艦載機。卓越級航母將飛行甲板作為強力甲板的概念，是近代航母的原型。這也迫使航空母艦的噸位急速攀升，從1922年蘭利號航空母艦的13,000噸，到現在尼米茲級核動力航空母艦的100,000噸。

### 裝甲甲板
在航空母舰取代戰列艦成為艦隊主力後，出現了是否需要再飛行甲板上增加一層裝甲的問題。在飛行甲板上增加一層裝甲可以讓機庫中的飞机有多一層保護，然而這使得航空母舰的機庫體積減少，無法將飞机懸掛在機庫頂（高度不足），並減少機庫的飞机容量。
英國皇家海軍光輝級航空母艦即為裝甲甲板的使用者。

## 降落在飛行甲板

動畫顯示出在同一軸線的前後飛行甲板降落失敗時的情況。約克城級航空母艦的飛行甲板為此類。

使用攔截網緊急降落

在航空母舰上降落，尤其是在夜间或在天气不好的情况下，是最困难的飞行技巧了。以美国航空母舰为例子，降落过程是这样的：
- 首先回归的飞机要進入环绕母舰的環型航線以降低飞行高度和速度，有些時候可能还需要脫離等待中的降落航線去進行空中加油。
- 在降落时飞机的速度要降低到几乎失速的地步。飞行员将放下起落架，襟翼與空氣減速板，將捕捉钩伸出，維持一定的速度和下滑速率。航艦上的降落官指挥飞机降落，他不断地告诉飞行员，他离最佳情况的偏差是多少。航空母舰上的灯光提示飞行员，下降时的角度是否正确。
- 在航空母舰的后部有四条攔截索。降落的飞行员必须捕捉鈎掛上其中一條。在最佳情况下他应该挂上第三条，假如他挂上前两条，那么他的下降角度太平，假如他挂上最后一条，那么他的下降角度太陡。
由於攔截索制動力有限，使得全武裝掛載戰鬥機在降落前需拋棄部分武器，由於現在武器價格昂貴，為減少這種浪費，美國新下水的雷根號航空母艦則僅裝有三條攔截索，其目的為每組攔截索可以安裝更大的制動裝置，提供更大的制動力。這樣就不用再拋掉過重的武器掛載。
- 在着陆时飞行员必须将飞机完全压低，这样他可以保证钩住一条攔截索。同时他必须将发动机开到最大，这样假如他没有挂上攔截索的话他可以在最短的時間之內加速離開甲板，重新回到降落航線。攔截索是由液压制动的，它可以在两秒钟和50米内使飞机停下来。飛行員會依照甲板上的地勤人員的指示將發動機的推力降低到慢車並且離開降落區。
- 在紧急情况下，比如飞机的挂钩损坏了，飞机无法使用攔截索停下来，在甲板上可以拉起攔截網來協助飛機迫降。

### 斜角甲板

這幅動畫以英國半人馬號為簡例，顯示側置的甲板能夠讓起飛与降落同時進行。

這幅動畫以尼米茲級航母為例，顯示側向角度更大的斜向甲板能夠避免降落失敗的飛機撞擊甲板上的其他飛機。

1944年至1945年冬季時，一個由英國皇家海軍高級官員組成的委員會決定，海軍航空的未來是噴射機，因為其速度更快，要求對航母設計進行修改以適應其需要，丹尼斯·坎貝爾上尉因此发明了斜角甲板。這種甲板也稱為“傾斜甲板”或“角度甲板”，加寬了甲板的後部，並且在偏離中心線的位置上另有一條單獨的跑道。斜角甲板的設計考慮了噴氣式飛機較高的著陸速度，噴氣機降落時有中心線的全長可以使用。斜角甲板的設計使航空母舰可以同时进行飞机的起飞和降落，并使降落失败的飞机可以在不影响停止或正在起飞飞机的情况下再加速起飞。這項設計的意義不僅是提升了航空母艦起降軍機的效率，也避免降落失敗的飛機撞上其他整備中的飛機跟設施造成火災，癱瘓航空母艦的運行。
斜向甲板導致一些其他設計和操作上的改進，包括安裝更大的艦島（改善船舶操縱和飛行控制），大幅簡化回收飛機和甲板活動（飛機從艦首起飛，從斜向甲板降落，在船中留下一個大的開放區域，用來武裝飛機和加油）和損害控制。由於其在飛行操作中的實用性，斜向甲板現在是裝備有短距起飞阻拦回收和彈射起飛的航空母艦的特徵。
斜向甲板在凱旋號航空母艦上進行了首次測試，該艦飛行甲板的中心線漆上斜角的甲板標記，測試觸地重飛。同年也在中途島號航空母艦上進行了測試。儘管有新標記，但在這兩艦的攔截索和攔截網仍然對準甲板原來的中心線。從1952年9月到12月，安提頓號航空母艦裝上簡單的舷艙，用於測試真正的斜角甲板，降落時攔截著陸，斜向甲板在這段試驗期間證明了它的優越性。1953年，安提頓與美國和英國的海軍部隊一起訓練，證明了斜向甲板的價值。英國半人馬號航空母艦於1954年改裝為懸垂的斜向甲板。美國海軍在艾塞克斯級航空母艦和中途島級航空母艦升級時也加裝了斜向甲板。1955年2月，皇家方舟號航空母艦成為第一艘出廠時採用斜向甲板的航母。同年，英國威嚴級航空母艦（墨爾本號）和美國福萊斯特級航空母艦（福萊斯特號）的首艦也採用了斜向甲板。

### 滑跳式甲板

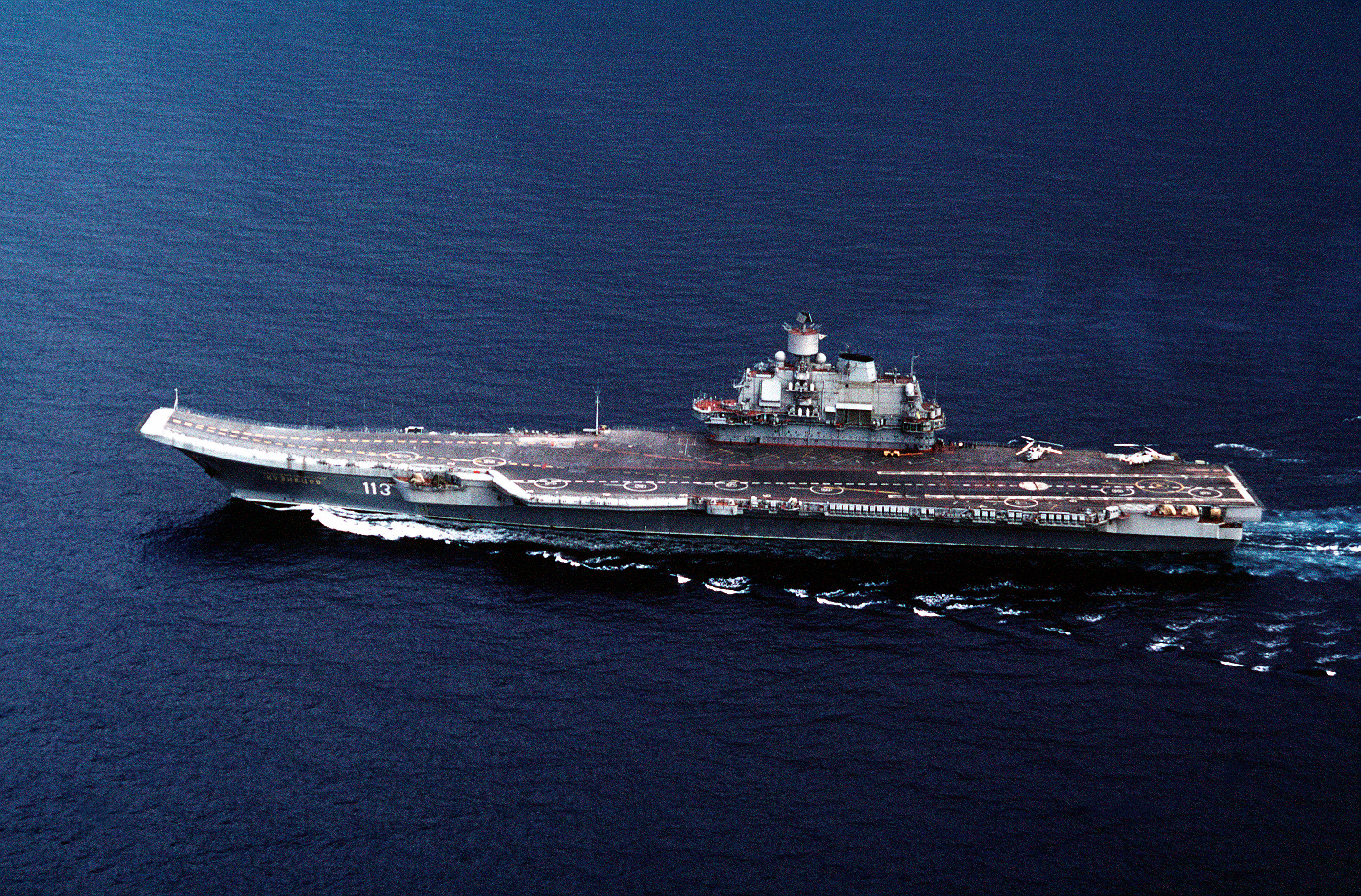
从这张库兹涅佐夫号航空母舰的航空照片可以看出它的滑跃式甲板设计

滑跳式甲板是將航空母舰最前方的飛行甲板的仰角提高。這使得飞机一部份的速度轉為向上的升力。英國發明了滑跳式甲板，用來改良從無敵級航空母艦起飛的海鹞战斗攻击机的起飛能力。相較於垂直起飛，此種方法較節省油料。它的缺點是以此種方式起飛的飛機所能攜帶的武器會少於以蒸氣彈射器起飛的飞机，同時不利於起降傳統定翼機式的預警機，預警工作必須交給改裝後的直升機擔任，而直升機不論是酬載量跟航程以及飛行性能都不如定翼機，將會限制航空母艦自身的空中預警能力。